# 朗石台遗址
朗石台遗址，位于中国河北省唐山市榛子镇，为唐山市滦县的一个省级文物保护单位，类型为古遗址，公布时间为2001年2月7日。
朗石台遗址的历史年代为新石器时代—战国。